# یوهان گادولین
یوهان گادولین (انگلیسی: Johan Gadolin؛ زاده ۵ ژوئن ۱۷۶۰ درگذشته ۱۵ اوت ۱۸۵۲) یک دانشمند در زمینه شیمی اهل فنلاند بود.